# Нигеријске избеглице
Нигеријске избеглице су особе које потичу из Нигерије, али траже уточиште ван граница своје матичне земље. Нигерија има избегличку кризу која се продужила скоро деценију, углавном због побуне Боко Харама у северној Нигерији.
Број интерно расељених који су настали због несигурности и побуне у северној Нигерији је можда један од највећих у свету.

## Нигеријске избеглице у Нигеру
Избеглице из Нигерије које беже од насиља Боко харама живе са локалним становништвом у региону Дифа у Нигеру.
Од 11. јуна 2014. „Међународни комитет за спасавање (IRC) процењује да чак 1.000 избеглица недељно прелази границу у нигерски регион Дифа. Четири од пет избеглица су жене и девојчице.